# واجهة أنظمة التشغيل المحمولة
واجهة أنظمة التشغيل المحمولة (بالإنجليزية: [Portable Operating System Interface [for Unix)‏، وتعرف اختصارًا ببوزيكس (بالإنجليزية: POSIX)‏
 هو اسم عائلة معايير وضعها IEEE لتعريف واجهة برمجة التطبيقات (API) مع واجهات شل وأدوات برمجية متوافقة مع نظام يونكس وأشباهه. ويمكن تطبيقه على أي نظام تشغيل.

## التسمية
في الأصل، كانت تسمية "POSIX" تشير إلى IEEE Std 1003.1-1988. مجموعة المعايير POSIX موجهة لـ IEEE 1003 والاسم الدولي للمعيار هو ISO/IEC 9945.
اقترح ريتشارد ستالمان اسم POSIX ردا على بحث IEEE لتسمية سهلة الحفظ.

## مقدمة
مواصفات POSIX لبيئات نظام التشغيل مثل-يونكس تتألف في الأصل من وثيقة واحدة للواجهة البرمجة الأساسية، ولكن نمت في نهاية المطاف إلى 19 وثيقة منفصلة (على سبيل المثال، POSIX.1، POSIX.2 الخ) [1]. وعيرت العديد من البرامج على مستوى المستخدم، والخدمات، والمرافق العامة بما في ذلك AWK، echo، ed كانت موحدة أيضا، جنبا إلى جنب مع الخدمات المطلوبة على مستوى البرامج بما في ذلك الأساسية I/O (ملف، محطة، وشبكة) الخدمات. أيضا يعرف POSIX القياسية API مكتبة الترابط الذي تدعمه معظم أنظمة التشغيل الحديثة. في الوقت الحاضر، فإن معظم أجزاء POSIX ودمجها في معيار واحد، IEEE Std 1003.1-2008، المعروف أيضا باسم POSIX.1-2008.
اعتبارا من عام 2009 تنقسم الوثائق POSIX في جزأين:
POSIX.1-2008: POSIX قاعدة التعاريف ونظام واجهات، وأوامر والمرافق (التي تشمل POSIX.1، ملحقات للPOSIX.1، خدمات في الوقت الحقيقي، مواضيع واجهة، ملحقات في الوقت الحقيقي، واجهة الأمن، يمكن وصول ملفات الشبكة وشبكة عملية إلى عملية الاتصالات، العضو ملحقات قابلية، تصحيحات وملحقات وحماية ومراقبة المرافق ودفعة نظام المرافق)
POSIX اختبار التوافق: اختبار للتوافق POSIX يرافق المعيار: Conformance Test POSIX VSX-PCTS المطابقة اختبار توافق [5]
تطوير معايير POSIX تجري في المجموعة أوستن والتي هي مجموعة عمل مشتركة تربط بين IEEE والمجموعة المفتوحة The Open Group وفريق من منظمة ISO JTC 1 IEC /ISO